# Караоке на майдані
Караоке на майдані — телепередача, один з найбільш рейтингових проєктів в Україні, який протримався на ринку 20 років.
Ведучий і співавтор проєкту — Ігор Кондратюк. Кум Ігоря Кондратюка, Андрій Козлов є другим співавтором «Караоке на майдані». До запуску в Україні цей формат йшов в Росії три роки на каналі «31» (лютий 1997 року — до кінця 1999 року). В Україні цей проєкт стартував 17 січня 1999 по 29 липня 2007 року на телеканалі «Інтер». Канал «1+1» транслював цю програму з 5 серпня 2007 по 13 грудня 2009 року. З 20 грудня 2009 по 20 січня 2019 року виходила на каналі «СТБ». З весни 2010 переможець однієї передачі отримував шанс взяти участь в пісенному конкурсі Ікс-Фактор. З 600-ї програми переможці отримували футболку з порядковим номером. З 31 жовтня 2010 року переможець отримував у подарунок телевізор. 16 грудня 2018 року було відзнято останні випуски програми, присвячені 20-річчю проєкту «Караоке на Майдані». Останній випуск глядачі побачили 20 січня 2019 року.

## Умови програми
Програма «Караоке на майдані» проходить у кілька етапів
- на вулиці (зазвичай Хрещатик у Києві, неподалік від Майдану Незалежності, звідки й пішла назва програми) збирається натовп і кожен є потенційним учасником гри;
- спочатку ведучий співає пісню разом з усіма;
- далі на власний розсуд обирає для подальшої гри декількох із тих, хто найкраще заспівав запропоновану пісню;
- серед обраних співаків визначаються фіналісти програми;
- фіналісти збирають гроші для визначення переможця;
- хто з фіналістів зібрав більше грошей, той і переміг.

## Нагороди
- 2003 — Телетріумф в номінації «Телевізійна гра»

## Захист авторського права Ігоря Кондратюка в суді
Донецька телекомпанія «ТРК Україна» створила проєкт «Караоке у фонтана», який копіював формат програми «Караоке на майдані». Судові засідання тривали впродовж трьох років. Інтереси Ігоря Кондратюка відстоювали в суді адвокати Наталія Субота та Андрій Нечипоренко. Ігор Кондратюк особисто відвідував судові слухання.
Ця справа за своєю суттю є унікальною, оскільки є першою в Україні — і успішною — спробою захистити у судовому порядку права на авторський продукт, який у телеіндустрії має назву «телевізійний формат».

## Програма «Шанс»
Новий формат Ігоря Кондратюка «Шанс» з ведучими Андрієм Кузьменком та Наталією Могилевською став ідейним продовженням проєкту «Караоке на майдані». Герої, які перемагали в програмі «Караоке на майдані», від'їздили на іншу передачу «Шанс», де протягом одного дня над ними працювали стилісти, візажисти та продюсери. Наприкінці дня кожен з учасників у новоствореному сценічному образі повинен виконати будь-яку пісню на сцені. Програма «Шанс» отримувала нагороду української телевізійної премії «Телетріумф» 2006 року в номінації «Розважальна програма», у 2007 році в номінації «Музична передача», у 2004 році в номінації «Телевізійна гра».